# Ziyadlı
Ziyadlı è un comune dell'Azerbaigian situato nel distretto di Samux. Conta una popolazione di 2 091 abitanti.